# Ribozomalna-protein-alanin N-acetiltransferaza
Ribozomalna-protein-alanin -acetiltransferaza (EC 2.3.1.128, ribozomalna protein 18 acetiltransferaza) je enzim sa sistematskim imenom acetil-KoA:ribosomal-protein-L-alanin -acetiltransferaza. Ovaj enzim katalizuje sledeću hemijsku reakciju
acetil-KoA + ribozomalni-protein L-alanin {\displaystyle \rightleftharpoons } KoA + ribozomalni-protein N-acetil-L-alanin
Ovaj enzim pripada grupi enzima iz Escherichia coli koji acetiluju N-terminalne alaninske ostatke specifičnih ribozomalnih proteina, cf. EC 2.3.1.88, peptid alfa-N-acetiltransferaza.

## Literatura
- Nicholas C. Price; Lewis Stevens (1999). Fundamentals of Enzymology: The Cell and Molecular Biology of Catalytic Proteins (Third изд.). USA: Oxford University Press. ISBN 019850229X.
- Eric J. Toone (2006). Advances in Enzymology and Related Areas of Molecular Biology, Protein Evolution (Volume 75 изд.). Wiley-Interscience. ISBN 0471205036.
- Branden C; Tooze J. Introduction to Protein Structure. New York, NY: Garland Publishing. ISBN 0-8153-2305-0.
- Irwin H. Segel. Enzyme Kinetics: Behavior and Analysis of Rapid Equilibrium and Steady-State Enzyme Systems (Book 44 изд.). Wiley Classics Library. ISBN 0471303097.

## Spoljašnje veze
- Ribosomal-protein-alanine+N-acetyltransferase на 